# Gonda (dystrykt Aligarh)
Gonda – miasto w północnych Indiach w stanie Uttar Pradesh, na Nizinie Hindustańskiej.
Populacja miasta w 2001 roku wynosiła 8 861 mieszkańców.